# Lunderskov (Kolding Kommune)
Lunderskov anhörenⓘ ist eine dänische Stadt mit 2985 Einwohnern (1. Januar 2025) im Osten der Kolding Kommune in der Region Syddanmark. Lunderskov befindet sich (Luftlinie) etwa 6 km nördlich von Vamdrup, 10 km östlich von Vejen und 11 km westlich von Kolding. Die Stadt war bis zum 1. Januar 2007 Verwaltungszentrum der ehemaligen Lunderskov Kommune.

## Geschichte
Lunderskov war Mitte des 19. Jahrhunderts ein kleines, vor allem landwirtschaftlich und handwerklich geprägtes Dorf.
Am 1. November 1866 wurde in Lunderskov ein Bahnhof mit der Inbetriebnahme der Den østjyske længdebane zwischen Fredericia und Vamdrup eröffnet. Somit wurde der Ort an das Schienennetz angebunden und verfügte von dieser Zeit an über eine gute Verkehrsanbindung. Als  am 3. Oktober 1874 zusätzlich die Strecke Lunderskov–Esbjerg in Betrieb genommen wurde, begann Lunderskov zu wachsen. 1906 wurde das Hotel Lunderskov eröffnet, 1921 hatte der Ort bereits 850 Einwohner.
In den 1940er Jahren wurden in Lunderskov und der Umgebung mehrere Unternehmen gegründet, welche für die wirtschaftliche Situation der Region von großer Bedeutung waren. Darunter war eine Maschinenfabrik, eine Schlachtereigenossenschaft, eine Albuminfabrik und auch eine Möbelfabrik. Die Bevölkerungszahl erhöhte sich bis zum Jahr 1950 auf 1086.
1970 wurde Lunderskov im Rahmen einer Gemeindereform das Verwaltungszentrum der neu entstandenen Lunderskov Kommune. Zu diesem Zeitpunkt hatte die Bahnhofsstadt bereits 1494 Einwohner.
Zur Jahreswende 2006/2007 wurde die Lunderskov Kommune in die "neue" Kolding Kommune eingegliedert. 2007 war die Bevölkerungszahl von Lunderskov auf mehr als 2900 Einwohner angewachsen.

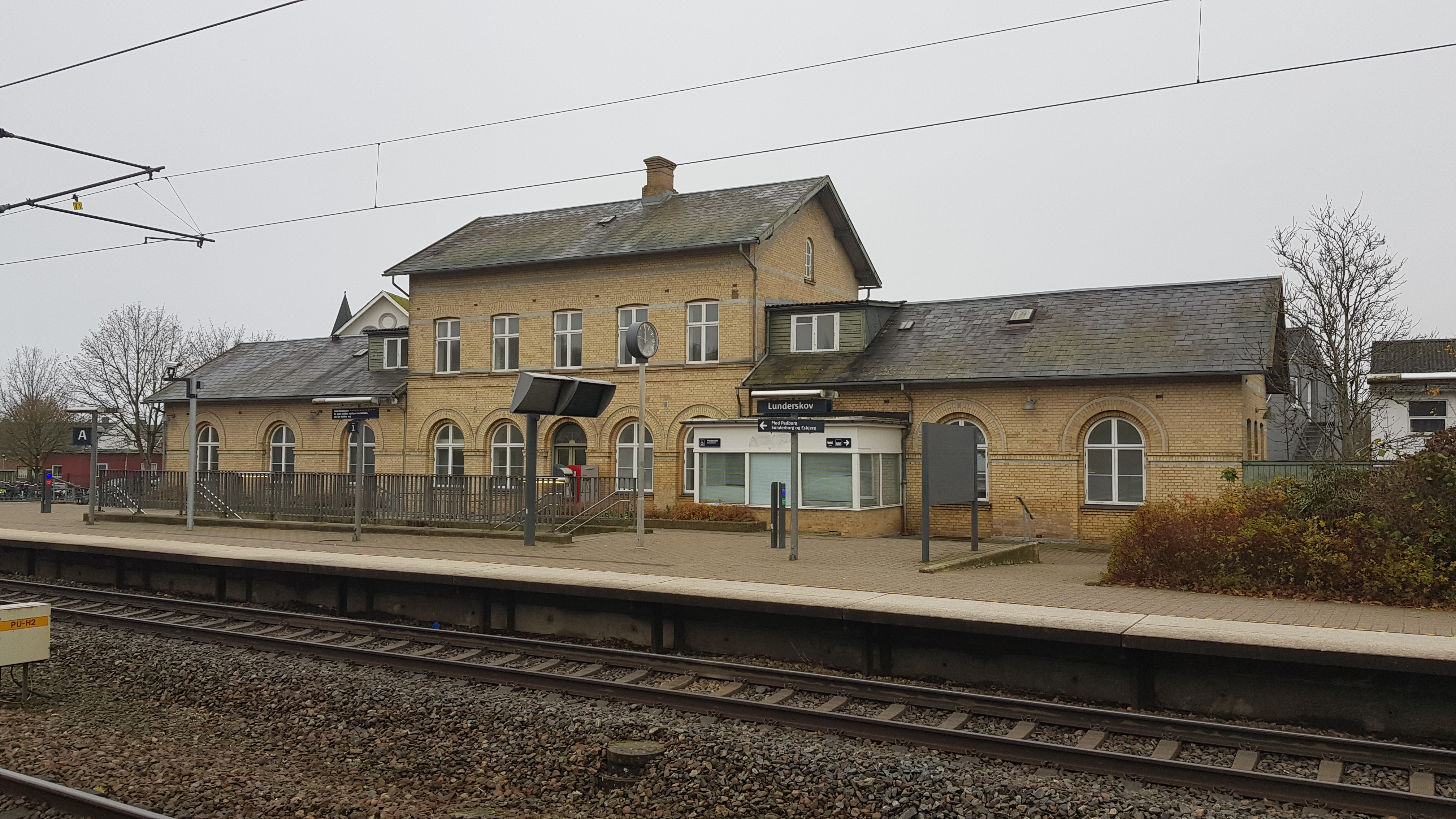
Bahnhof von Lunderskov (2019)

## Sonstiges
In Lunderskov findet einmal im Jahr der Frøs Lunderskov Cup statt – ein großes Fußballturnier für Jugendmannschaften. Am Turnier nehmen Fußballclubs aus dem ganzen Land teil.